# Convocazioni per la Coppa d'Asia 1964
Elenco dei giocatori convocati da ciascuna Nazionale partecipante alla Coppa d'Asia 1964.

## Corea del Sud
Allenatore: Lee Yoo-Hyung
| N. | Pos. | Giocatore       | Data nascita (età)          | Pres. | Squadra                |
| -- | ---- | --------------- | --------------------------- | ----- | ---------------------- |
| -  | P    | Yang Woo-Shik   |                             |       |                        |
| -  | P    | Oh In-Bok       |                             |       |                        |
| -  | D    | Kim Jung-Suk    | 1º ottobre 1939 (24 anni)   |       | Università della Corea |
| -  | D    | Park Seung-Ok   | 28 gennaio 1938 (26 anni)   |       | Daehan Tungsten        |
| -  | D    | Seo Sung-Oh     |                             |       |                        |
| -  | D    | Cho Nam-Soo     |                             |       |                        |
| -  | D    | Lee Eun-Sung    |                             |       |                        |
| -  | C    | Kim Doo-Seon    |                             |       |                        |
| -  | C    | Lee Soon-Myung  |                             |       |                        |
| -  | C    | Choi Myung-Gon  |                             |       |                        |
| -  | C    | Kim Young-Yeol  |                             |       |                        |
| -  | A    | Huh Yoon-Jung   | 30 settembre 1936 (27 anni) |       | Korea Coal Corporation |
| -  | A    | Chung Soon-Chun |                             |       |                        |
| -  | A    | Chung Byung-Tak |                             |       |                        |
| -  | A    | Jang Ji-Un      |                             |       |                        |
| -  | A    | Jang Seok-Woo   |                             |       |                        |
| -  | A    | Bae Keum-Soo    |                             |       |                        |

## India
Allenatore: Harry Wright
| N. | Pos. | Giocatore                   | Data nascita (età)         | Pres. | Squadra               |
| -- | ---- | --------------------------- | -------------------------- | ----- | --------------------- |
| -  | P    | Peter Thangaraj             | 24 dicembre 1935 (28 anni) |       | Mohun Bagan           |
| -  | P    | Shankar Subramaniam Narayan | 12 novembre 1934 (29 anni) |       | Tata                  |
| -  | D    | Menon Chandrashekar         |                            |       | Bombay                |
| -  | D    | Fortunato Franco            | 2 maggio 1939 (25 anni)    |       | Bombay                |
| -  | D    | Prasanta Sinha              |                            |       | Bengal                |
| -  | D    | Arun Ghosh                  | 7 luglio 1941 (22 anni)    |       | Railways              |
| -  | D    | Mritunjoy Banerjee          |                            |       | Bengal                |
| -  | D    | Syed Nayeemuddin            | 10 giugno 1947 (16 anni)   |       | Hyderabad             |
| -  | C    | Jarnail Singh               | 20 febbraio 1936 (28 anni) |       | Mohun Bagan           |
| -  | C    | Mohammed Yousuf Khan        |                            |       | Hyderabad City Police |
| -  | C    | Chuni Goswami               | 15 gennaio 1938 (26 anni)  |       | Bengal                |
| -  | C    | Ram Bahadur Chhettri        | 15 febbraio 1937 (27 anni) |       | East Bengal           |
| -  | C    | Kajal Mukherjee             |                            |       | Railways              |
| -  | A    | Inder Singh                 | 23 dicembre 1943 (20 anni) |       | Leaders Punjab        |
| -  | A    | Sukumar Samajapati          |                            |       | East Bengal           |
| -  | A    | Arumai Nayagam              |                            |       | Mohun Bagan           |
| -  | A    | K. Appalaraju               |                            |       | Bengal Nagpur Railway |
| -  | A    | Habibul Hasan Hamid         | 3 novembre 1942 (21 anni)  |       | Bengal                |
| -  | A    | Pradip Kumar Banerjee       | 15 ottobre 1936 (27 anni)  |       | Railways              |

## Hong Kong
Allenatore: Fei Chun-Wah
| N. | Pos. | Giocatore         | Data nascita (età) | Pres. | Squadra |
| -- | ---- | ----------------- | ------------------ | ----- | ------- |
| -  | P    | Lo Duck-Koon      |                    |       |         |
| -  | P    | Mok Siu-Lam       |                    |       |         |
| -  | D    | Lok Tak-Hing      |                    |       |         |
| -  | D    | Ip Kam-Hung       |                    |       |         |
| -  | D    | Fung Kee-Wang     |                    |       |         |
| -  | D    | Liu Kam-Ming      |                    |       |         |
| -  | D    | Wu Kit-Leung      |                    |       |         |
| -  | C    | Ho Cheung-Yau     |                    |       |         |
| -  | C    | Kung Wah-Kit      |                    |       |         |
| -  | C    | Cheung Wing-Ching |                    |       |         |
| -  | C    | Cheung Yiu-Kwok   |                    |       |         |
| -  | C    | Lau Chi-Lam       |                    |       |         |
| -  | A    | Au Pan-Nin        |                    |       |         |
| -  | A    | Li Kwok-Keung     |                    |       |         |
| -  | A    | Leung Wai-Hung    |                    |       |         |
| -  | A    | Kwok Wing         |                    |       |         |
| -  | A    | Lau Kai-Chiu      |                    |       |         |

## Israele
Allenatore: Yosef Mirmovich
| N. | Pos. | Giocatore          | Data nascita (età)          | Pres. | Squadra              |
| -- | ---- | ------------------ | --------------------------- | ----- | -------------------- |
| -  | P    | Itzhak Vissoker    | 18 settembre 1944 (19 anni) |       | Hapoel Petah Tiqwa   |
| -  | P    | Haim Levin         | 3 marzo 1937 (27 anni)      |       | Maccabi Tel Aviv     |
| -  | D    | David Primo        | 5 maggio 1946 (18 anni)     |       | Hapoel Tel Aviv      |
| -  | D    | Avraham Kalmi      | 6 dicembre 1939 (24 anni)   |       | Maccabi Giaffa       |
| -  | D    | Haim Bahar         | 9 aprile 1943 (21 anni)     |       | Hapoel Petah Tiqwa   |
| -  | D    | Moshe Leon         | 9 gennaio 1944 (20 anni)    |       | Maccabi Giaffa       |
| -  | D    | Gidon Tish         | 13 ottobre 1939 (24 anni)   |       | Hapoel Tel Aviv      |
| -  | D    | Shaul Matania      | 8 marzo 1937 (27 anni)      |       | Maccabi Tel Aviv     |
| -  | C    | Amatsia Levkovich  | 27 dicembre 1937 (26 anni)  |       | Hapoel Tel Aviv      |
| -  | C    | Yehezkel Katsav    |                             |       | Maccabi Giaffa       |
| -  | C    | Nahum Stelmach     | 19 luglio 1936 (27 anni)    |       | Hapoel Petah Tiqwa   |
| -  | C    | Mordechai Spiegler | 19 agosto 1944 (19 anni)    |       | Maccabi Netanya      |
| -  | C    | Yosef Mahalal      | 25 dicembre 1939 (24 anni)  |       | Bnei Yehuda          |
| -  | A    | Yohai Aharoni      | 7 giugno 1943 (20 anni)     |       | Hapoel Mahane Yehuda |
| -  | A    | Shlomo Levi        | 1º giugno 1933 (30 anni)    |       | Hapoel Ramat Gan     |
| -  | A    | Reuven Young       | 15 maggio 1942 (22 anni)    |       | Hapoel Haifa         |
| -  | A    | Einstein Kalish    | 8 dicembre 1939 (24 anni)   |       | Maccabi Giaffa       |
| -  | A    | Rahamim Talbi      | 17 maggio 1943 (21 anni)    |       | Maccabi Tel Aviv     |